# アンティローザ
株式会社アンティローザはアパレル企業。平成10年6月に卸売業を主に設立。ブランド名｢PINKBUNNYS｣よりAuntie Rosaの直営店で小売販売を開始。ティーン雑誌などにも紹介され、10・20代を中心に人気を集めている。

## 来歴
平成10年06月　卸売業設立・稼業

### 出店歴
- 2000年03月　｢Auntie Rosa｣として第1号店を神宮前6丁目に出店
- 2001年09月　Auntie Rosa 代官山
12月　Auntie Rosa Vogue
- 2002年02月　Auntie Rosa ラフォーレ原宿
09月　Auntie Rosa 大宮
- 2003年02月　Auntie Rosa ラフォーレ原宿新潟
08月　Auntie Rosa マルイヤング新宿
- 2004年02月　Auntie Rosa 南船場
Auntie Rosa 丸井北千住
08月　Auntie Rosa 河原町OPA
- 2005年03月　Auntie Rosa 丸井水戸
HAPPY JOHN 原宿（本店）
Auntie Rosa ShowRoom ワンダフル
11月　Auntie Rosa 池袋パルコP'
- 2006年02月　Auntie Rosa ルミネ横浜
02月　Auntie Rosa&CASPER JOHN 大阪BigStep
03月　Auntie Rosa 名古屋パルコ
04月　Auntie Rosa 広島地下街\シャレオ
08月　Auntie Rosa 原宿本店を『Agneau7 by AuntieRosa』(アグニュウバイアンティローザ)に名称変更
- 2007年春　Auntie Rosa静岡パルコ店